# Lamponina
Lamponina là một chi nhện trong họ Lamponidae.